# Jack Horner
John "Jack" Robert Horner (Shelby (Montana), 15 juni 1946) is een Amerikaans paleontoloog. Hij richt zich vooral op onderzoek naar groei en gedrag van dinosauriërs, met name Hadrosauridae en Tyrannosaurus rex. Hij is curator van het Museum of the Rockies, behorend bij de University of Montana, waar hij zelf zoölogie en geologie studeerde. Horner adviseerde de producers van de Jurassic Park-films met betrekking tot gedrag van dinosauriërs. De hoofdpersoon van de films, Dr. Alan Grant, werd mede gebaseerd op Jack Horner.

## Loopbaan
Jack Horner is de zoon van John Horner, een aannemer, en Miriam Whitted. In 1964 ging hij geologie studeren aan de Montana State University. In 1966, 1967 en 1968 diende hij in de Vietnamoorlog als deel van de Marine Corps Special Forces. In 1968 studeerde hij even astrofysica aan het California Institute of Technology; daarna ging hij weer geologie studeren in Montana. Als gevolg van zijn dyslexie en zijn gebrek aan kennis van buitenlandse talen, haalde Horner zijn bachelor-diploma aan de Montana State University niet en beëindigde zijn studie in 1973. In 1975 ging hij werken als preparateur aan het natuurhistorisch museum van de Princeton University. Toch voltooide hij een thesis over de fauna van de Bear Gulch-kalksteen in Montana, een van de rijkste vindplaatsen van fossielen uit het Mississippien (onder-Carboon). In 1986 ontving Horner zowel een eredoctoraat van de University of Montana als de prestigieuze MacArthur Fellowship. In 2006 reikte Pennsylvania State University Horner nog een eredoctoraat uit, als erkenning voor zijn werk.

## Onderzoek

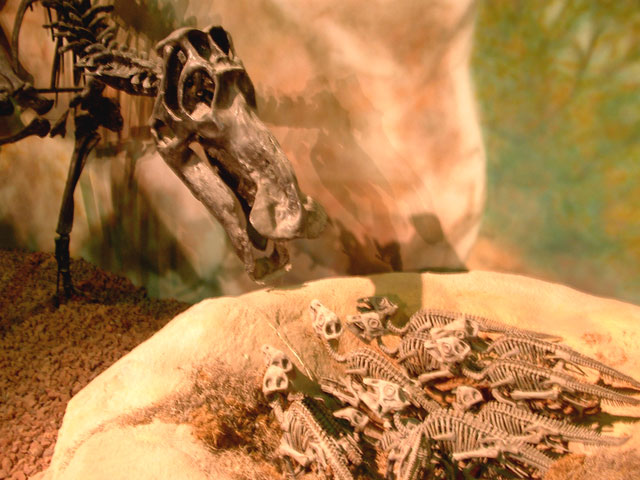
Reconstructie van een maiasaura die voor haar kroost zorgt

Horner is een van de bekendste Amerikaanse paleontologen en was de eerste die stelde dat dinosauriërs broedzorg kenden. Hij deed dit aan de hand van de door hem gevonden Maiasaura. Montana is een staat in de Verenigde Staten waar al veel ontdekkingen van dinosauriërs gedaan waren en midden jaren zeventig vonden Horner en mede-onderzoeker Bob Makela een broedkolonie van een nieuwe dinosauriërsoort, die ze Maiasaura ("goede moederhagedis") noemden. Dit waren de eerste dinosauriëreieren gevonden op het Westelijk halfrond en ze ontdekten hierin ook embryo's. Horner stelde dat dinosauriërs sociale dieren waren die zorgden voor hun nageslacht. Deze ontdekking en de theorie van Horner en Makela bracht hun wetenschappelijke carrière in een stroomversnelling. Horner benoemde een door hem ontdekte nieuwe soort, Orodromeus makelai, naar Makela en naar Jack Horner werden de Achelousaurus horneri en Anasazisaurus horneri benoemd.
Nadien richtte Horner zich vooral op de groei van dinosauriërs door het vergelijken van de dijbeenderen van onvolgroeide en volwassen exemplaren. Hij concludeerde dat dinosauriërs warmbloedige dieren waren met een heel snelle groei. Hij was ook van mening dat de Tyrannosaurus rex in plaats van een geduchte predator, meer een aaseter was. Dankzij Horners opgravingen bevat het Museum of the Rockies tegenwoordig de grootste collectie tyrannosauri. In de zomer van 2000 ontdekte Horner met zijn team een exemplaar, "C-rex" genaamd naar zijn toenmalige vrouw Celeste Horner, waarvan hij stelde dat het 10% langer was dan eerdere vondsten.
Horner richtte zijn onderzoek met name op de weke delen van dinosauriërs en groef in 2003 een dijbeen van Tyrannosaurus op waaruit zijn collega Mary Higby Schweitzer in 2007 proteïnen wist te destilleren. Sinds 2010 is Horner vooral in het nieuws wegens zijn hypothese dat Torosaurus slechts oude individuen van Triceratops vertegenwoordigt.

## Huwelijken
Horner is getrouwd geweest met Lee Horner waarmee hij een zoon Jason kreeg en met Celeste C. Horner. In januari 2012 hertrouwde Horner met de zesenveertig jaar jongere studente Vanessa Shiann Weaver. Daarvan scheidde hij weer in augustus 2016.